# Peralta de Calasanz
Pour les articles homonymes, voir Peralta.
Peralta de Calasanz est une commune d’Espagne, dans la province de Huesca, communauté autonome d'Aragon comarque de La Litera.

## Géographie
- Les grottes des Maures, site archéologique préhistorique